# أولاد منعة
أولاد منعة هي قرية تابعة لبلدية وادي الماء دائرة مروانة، ولاية باتنة. تقع القرية عند جبال الشلعلع. يتكلم سكان القرية الشاوية، وهي تعتبر قرية سياحية.